# Eolshäll

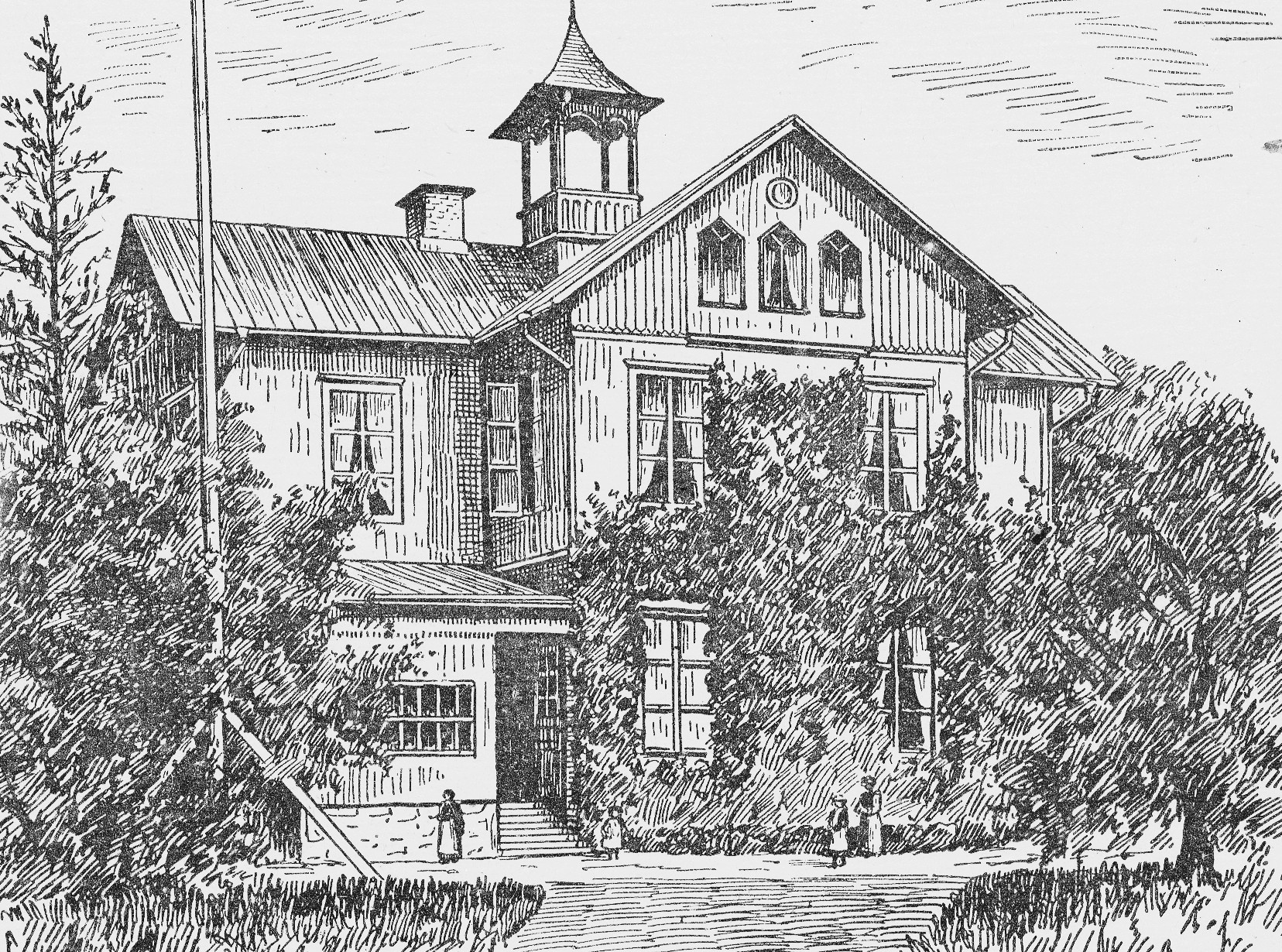
Stockholms före detta alkoholisthem Eolshäll, huvudbyggnaden (riven).

Eolshäll är ett parkliknande område vid Mälaren i norra Hägersten i sydvästra Stockholms kommun. Närmaste tunnelbanestation är Axelsberg strax sydost om Eolshäll. Eol är en äldre svensk namnform för vindguden Aiolos. Från 1897 till 1915 drev Stockholms Alkoholisthem verksamhet i Eolshäll. Anläggningen ägs idag av Stockholms stad och fastigheterna nyttjas som bostäder, föreningslokaler, kontor samt behandlingshem. På området finns även en 4H-gård med frigående kor och hästar.

## Historia

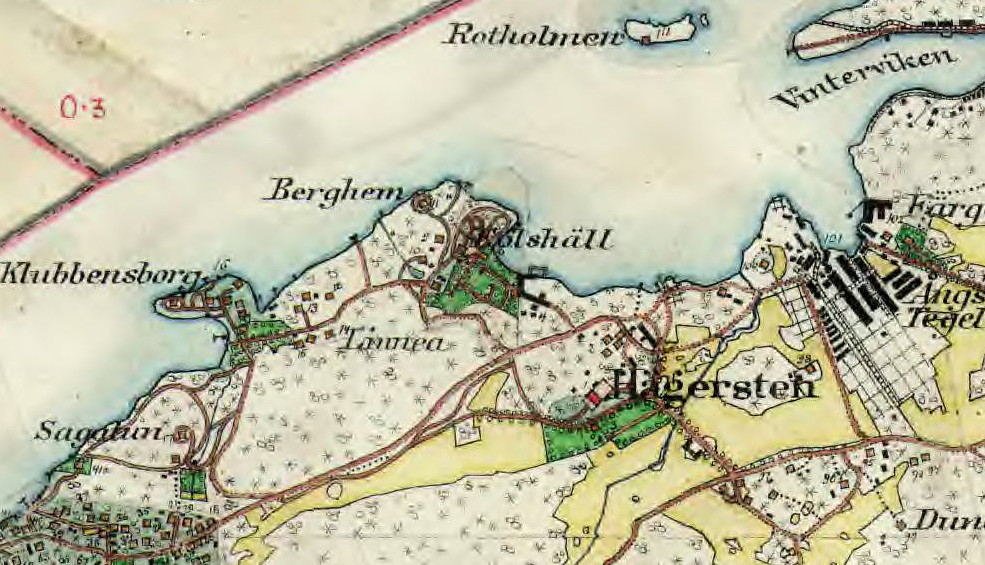
Eolshäll, Klubbensborg och Hägerstens gård med omgivning 1900.

År 1860 avstyckades Eolshäll från Hägerstens gård. Flera sommarnöjen tillkom i området och på 1890-talet såldes Eolshäll till Stockholms alkoholisthem. Anläggningen kallades Eolshälls kuranstalt för manliga alkoholister. Eolshäll, har beskrivits av läkaren, författare och nykterhetskämpen Henrik Berg. Eolshäll, som var Sveriges första behandlingshem för alkoholister, öppnade 1897. En idag riven, trevånings träbyggnad fungerade som huvudbyggnad. En patient/klient där var översättaren och författaren friherre Eric Hermelin. 
Försommaren 1905 gjorde prins Carl, som var alkoholisthemmets beskyddare, sitt enda officiella besök i Eolshäll. Han kom med båt och hade med sig en sin stab och också en förgyllare. Prinsen ristade in sin namnteckning på berget vid bryggan och sedan fick förgyllaren fylla i med guld. Namnteckningen syns fortfarande, men förgyllningen har i det närmaste försvunnit. 1916 köptes anläggningen av Stockholms stad och Nykterhetsnämnden bedrev verksamheten 1918-1919.
Folkskoledirektionens omtalade och fruktade Hemmet för varnartiga gossar, det så kallade "Hället", tillkom 1920 och finns omnämnt i Per Anders Fogelströms bok I en förvandlad stad (om åren 1925-1945). På 1940-talet uppfördes tre byggnader, (där senare Göthe Ohlsson var föreståndare för pojkhemmet Eolshäll 1977 till 1990) ett pojkhem,som inrymde skola, personalbostäder och elevhem (Storgården, Rektorsvillan och Västbo), samtliga ritades av arkitekt Birger Jonson. Skolhemmet omnämns i filmen Dom kallar oss mods av Stefan Jarl och Jan Lindqvist. I Inger Frimanssons bok Mannen med oxhjärtat nämns ett hem för svårartade pojkar. Föreståndaren hade varit sadist och de äldre pojkarna våldtog de yngre. Ett senare öknamn på institutionen var "Hälle – Close to hell". På en minnesskylt på ett stort ankare vid vattnet kan man läsa ”Tillägnas barnen på pojkhemmet Eolshäll åren 1977-1990”.

## Nutid

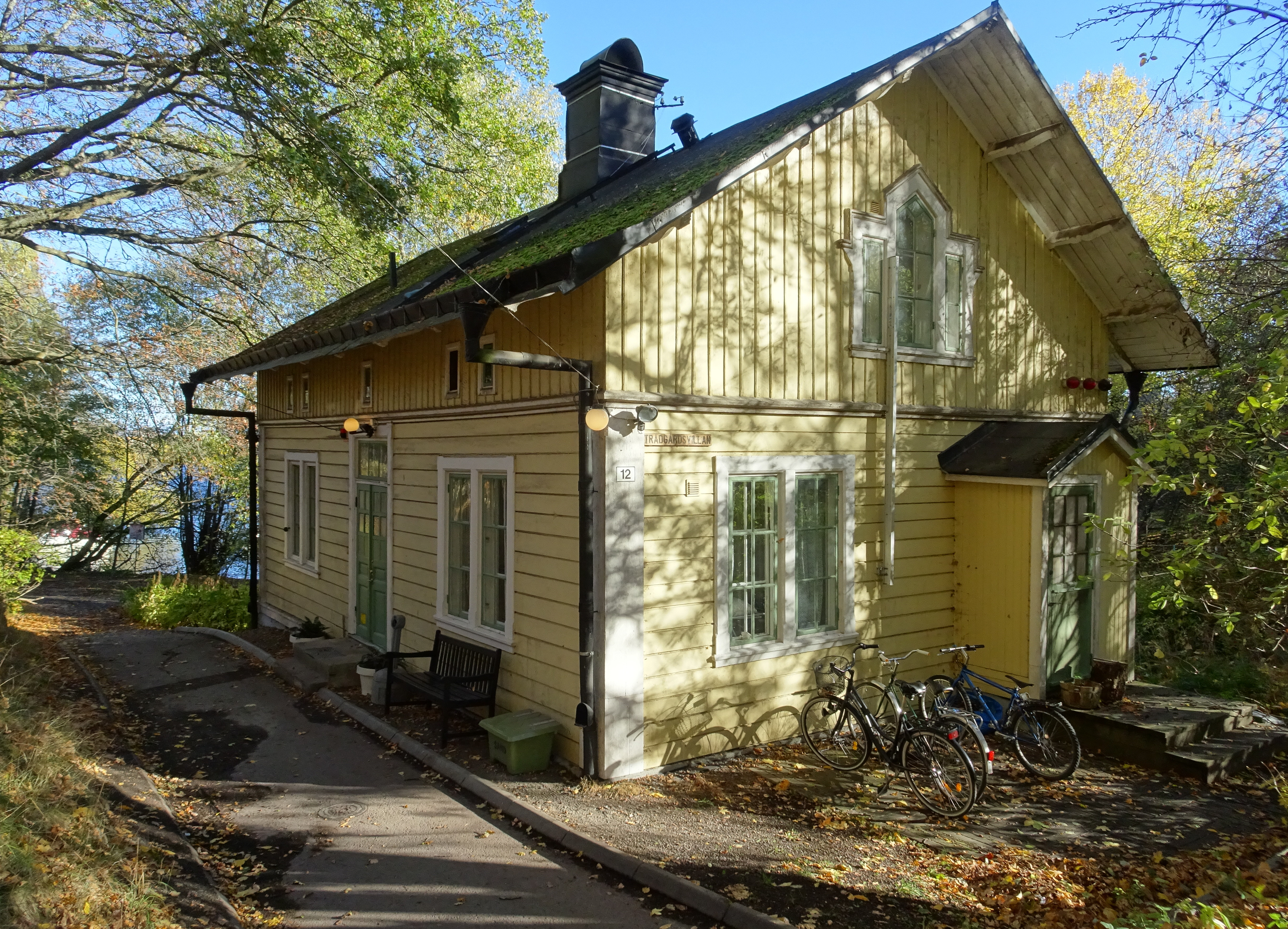
Trädgårdsvillan från 1884.

Den ursprungliga huvudbyggnaden existerar inte längre, den revs när Storgården uppfördes under 1940-talets slut. Flygelbyggnaden från 1904 finns dock kvar och inrymde bland annat badanrättning, tvätteri och mangelrum för alkoholisthemmet. När Nykterhetsnämnden och senare "Hemmet för varnartiga pojkar" drev verksamhet på platsen användes flygelbyggnaden för olika ändamål. Under 1940-talet byggdes den om till personalbostäder.
Den så kallade Storgården invigdes 1952. Beställare var Stockholms stads barnavårdsnämnd och man bedrev hälso-, sjuk- och socialvård i byggnaden. Sedan 1988 finns Eolshälls Kricagården i byggnaden som är ett HVB-hem. Från samma tid härrör Rektorsvillan som var rektorsbostad och Västbo som var elevhem. 2004 övertogs anläggningen av Micasa Fastigheter, som äger och förvaltar stadens omsorgsfastigheter.
Vid stigen mot stranden återfinns Trädgårdsvillan som byggdes 1884 som sommarnöje och är den äldsta bevarde byggnaden i området. Trädgårdsvillan såldes redan på 1880-talet till Stockholms Alkoholisthem  och fungerade under många år som tjänstebostad.
År 1976 grundades Eolshälls 4H-gård. Här finns hästar, kor, får, höns, katter och kaniner. Gården har idag omkring 500 medlemmar. Direkt sydost om Eolshäll ligger Henriksbergs industriområde som började anläggas 1905. År 2010 bedömde Stockholms stads Exploateringskontor i "Programområdet Eolshäll-Henriksberg" att industriområdet kunde rymma 300-400 lägenheter och man föreslog även att Eolshällsområdet skulle rustas upp.

## Bilder

Byggnader
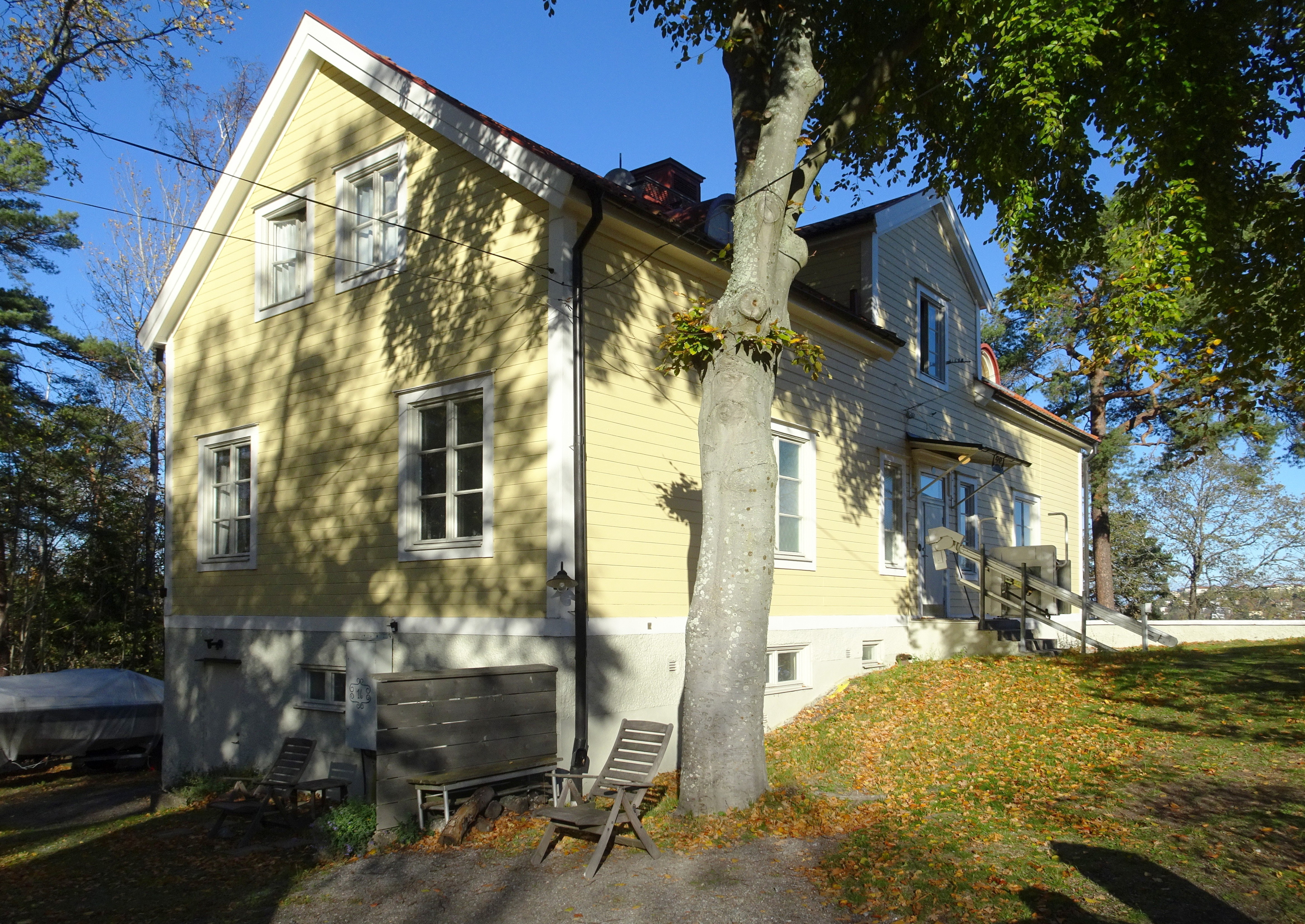
Flygeln från 1904.
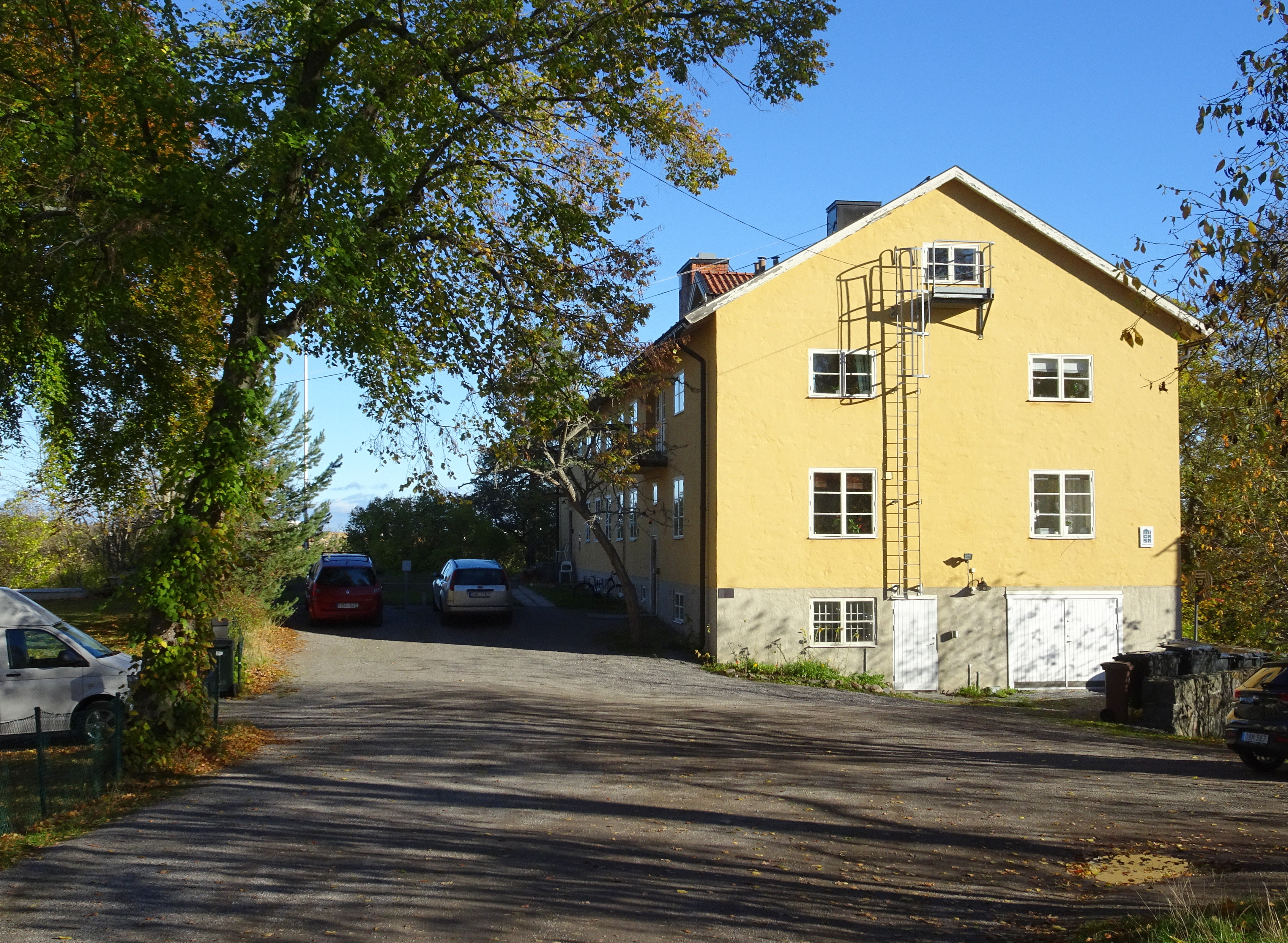
Storgården från 1952.
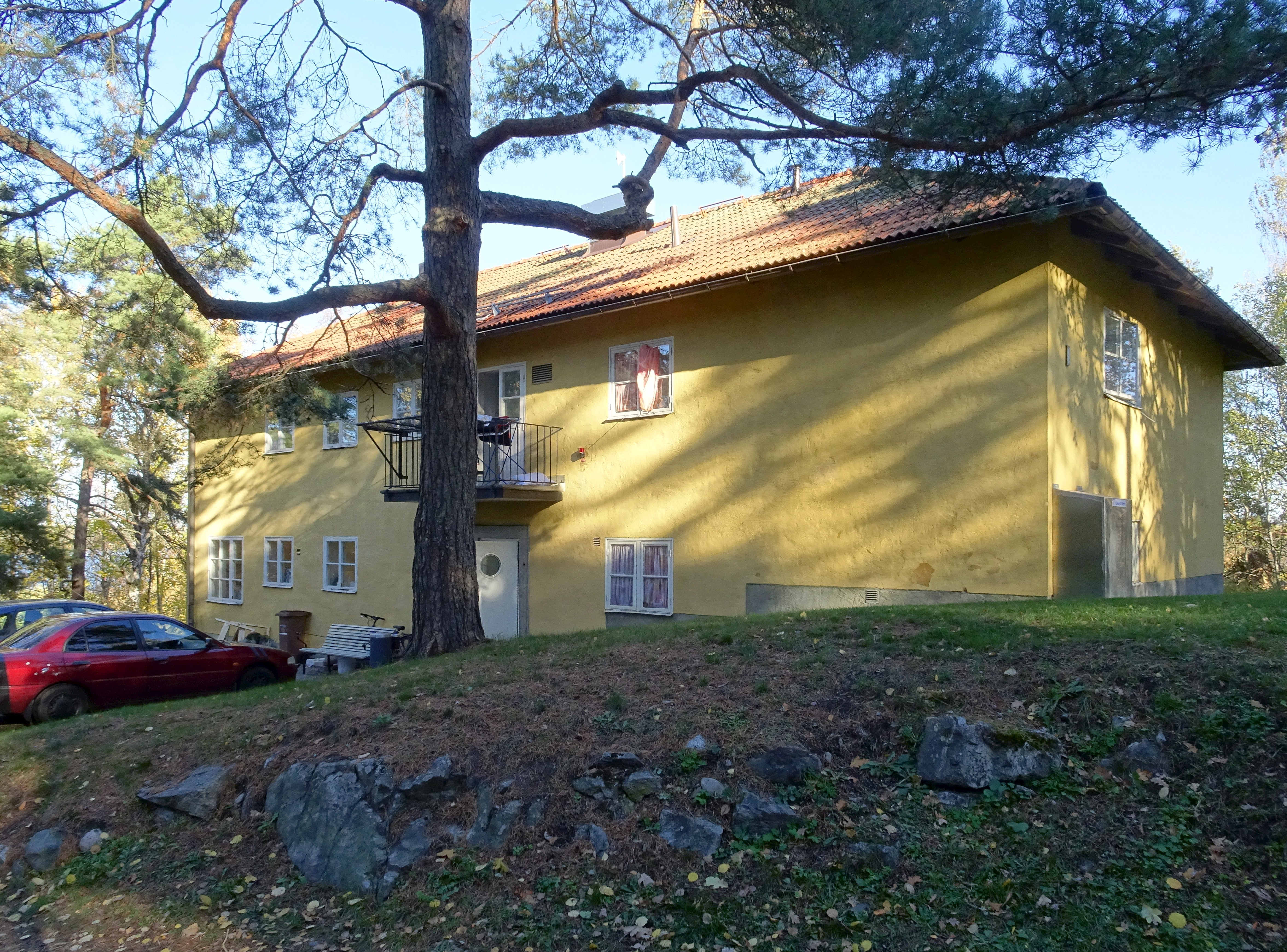
Västbo från 1952.
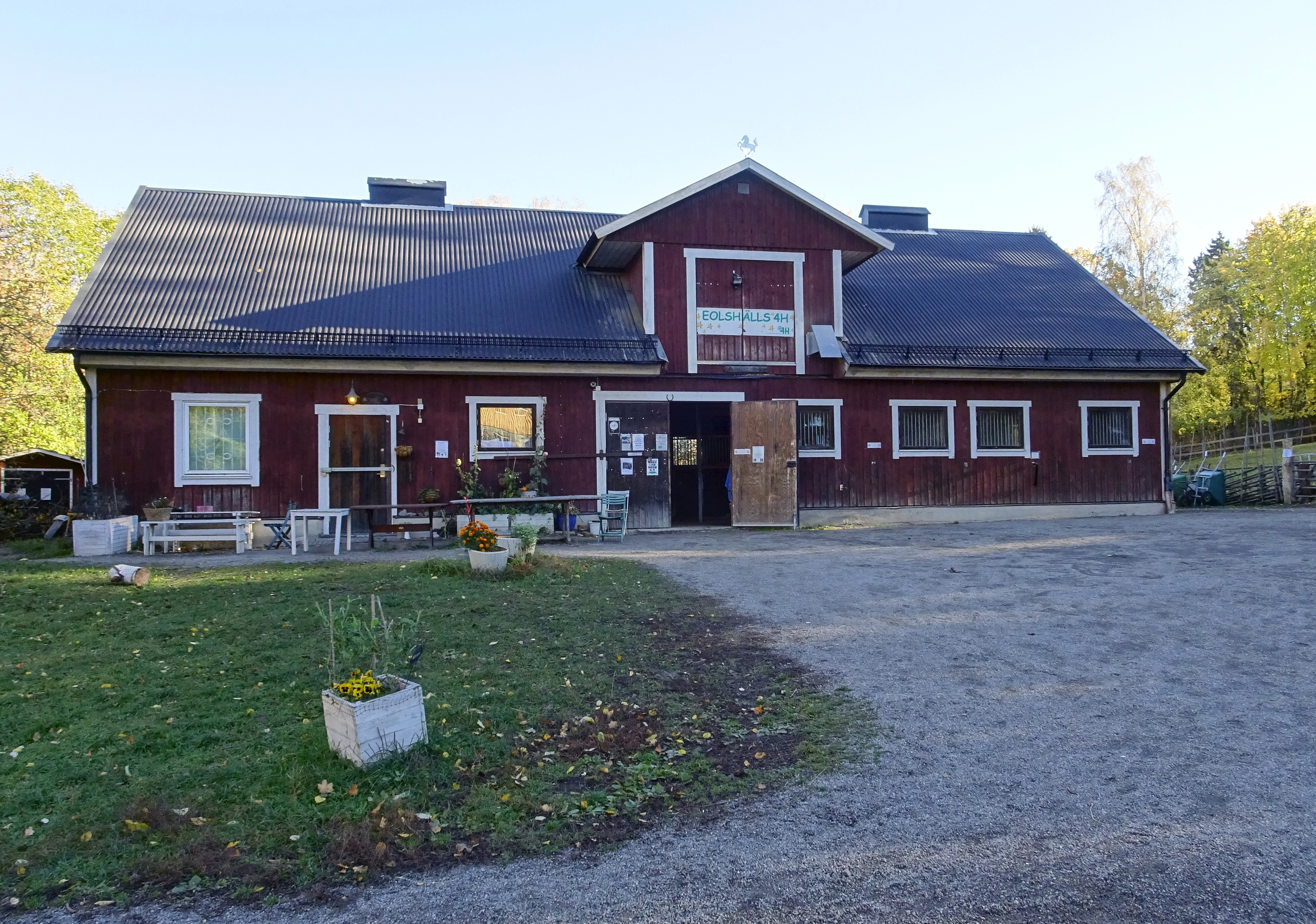
4H-gårdens stall från 1980-talet.
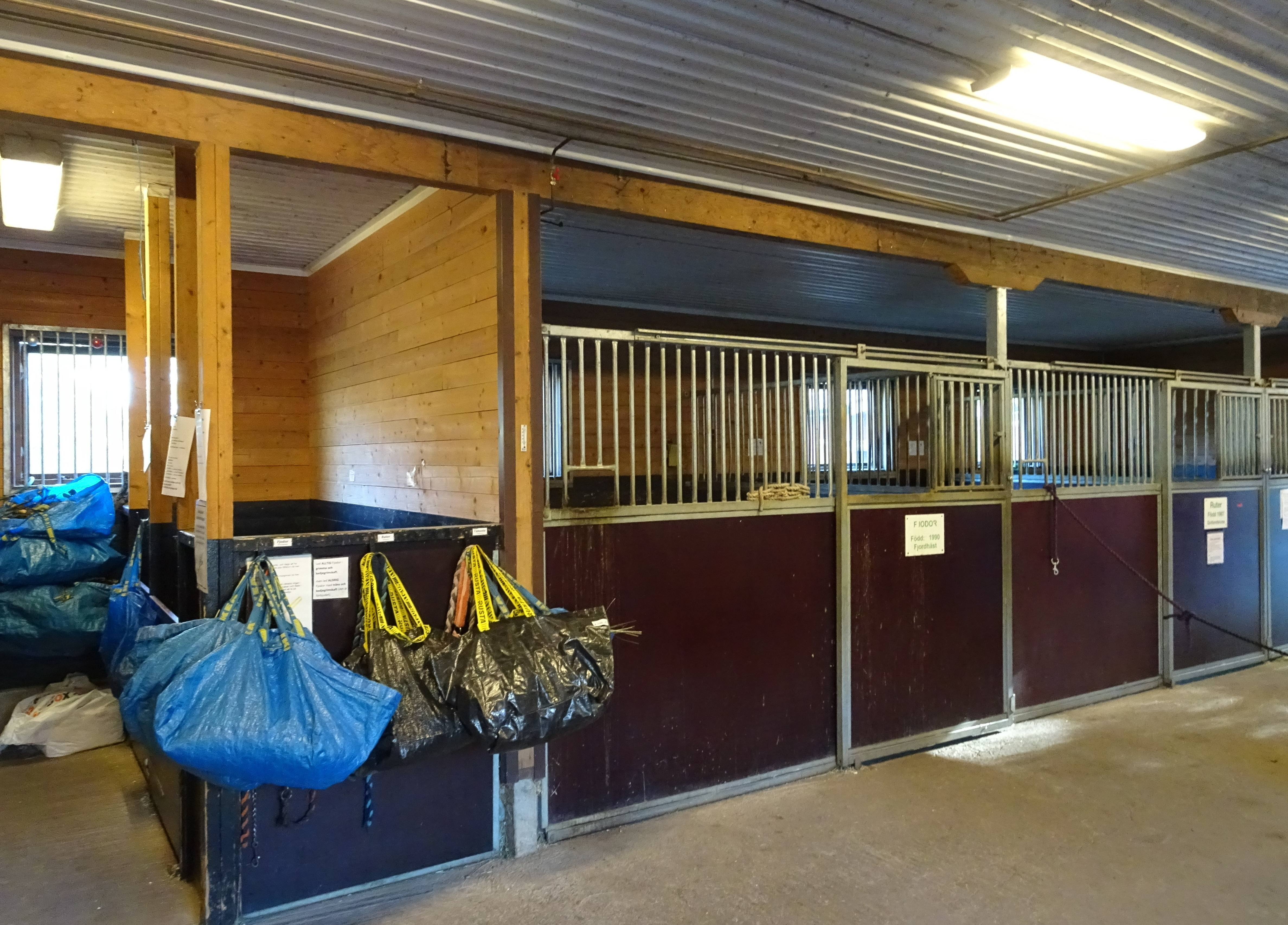
4H-gårdens interiör.

Annat
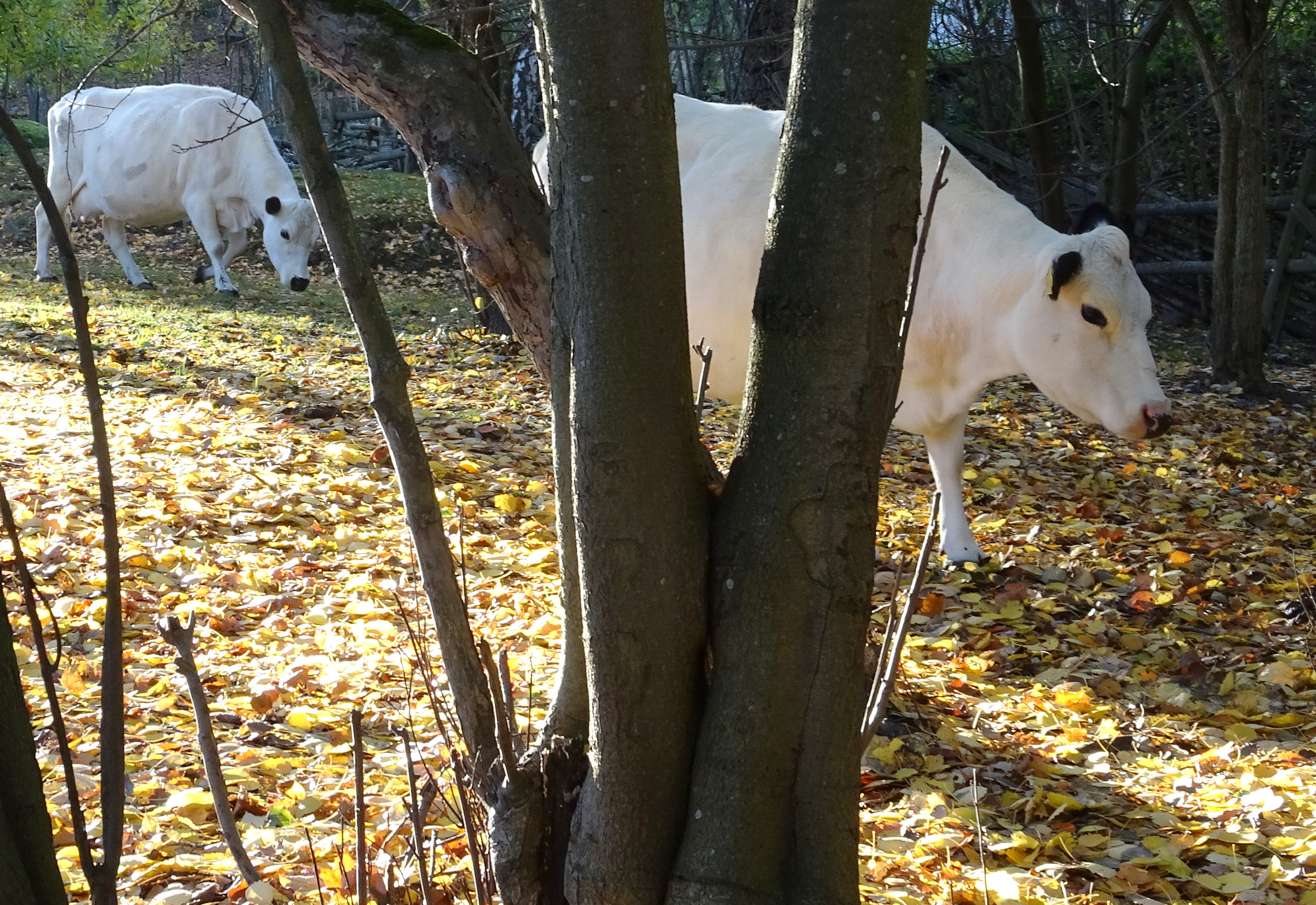
Gårdens kor.
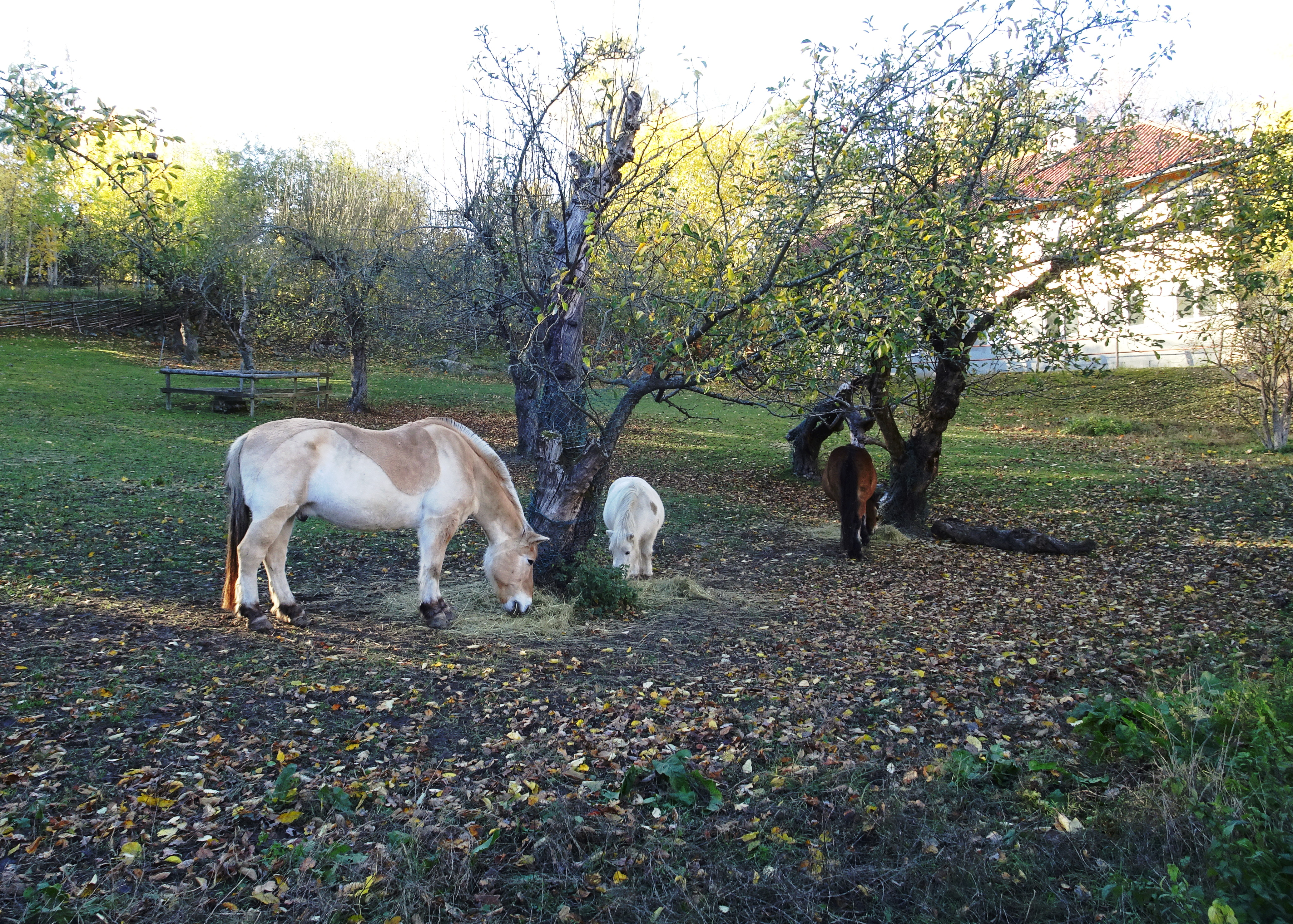
Gårdens hästar.
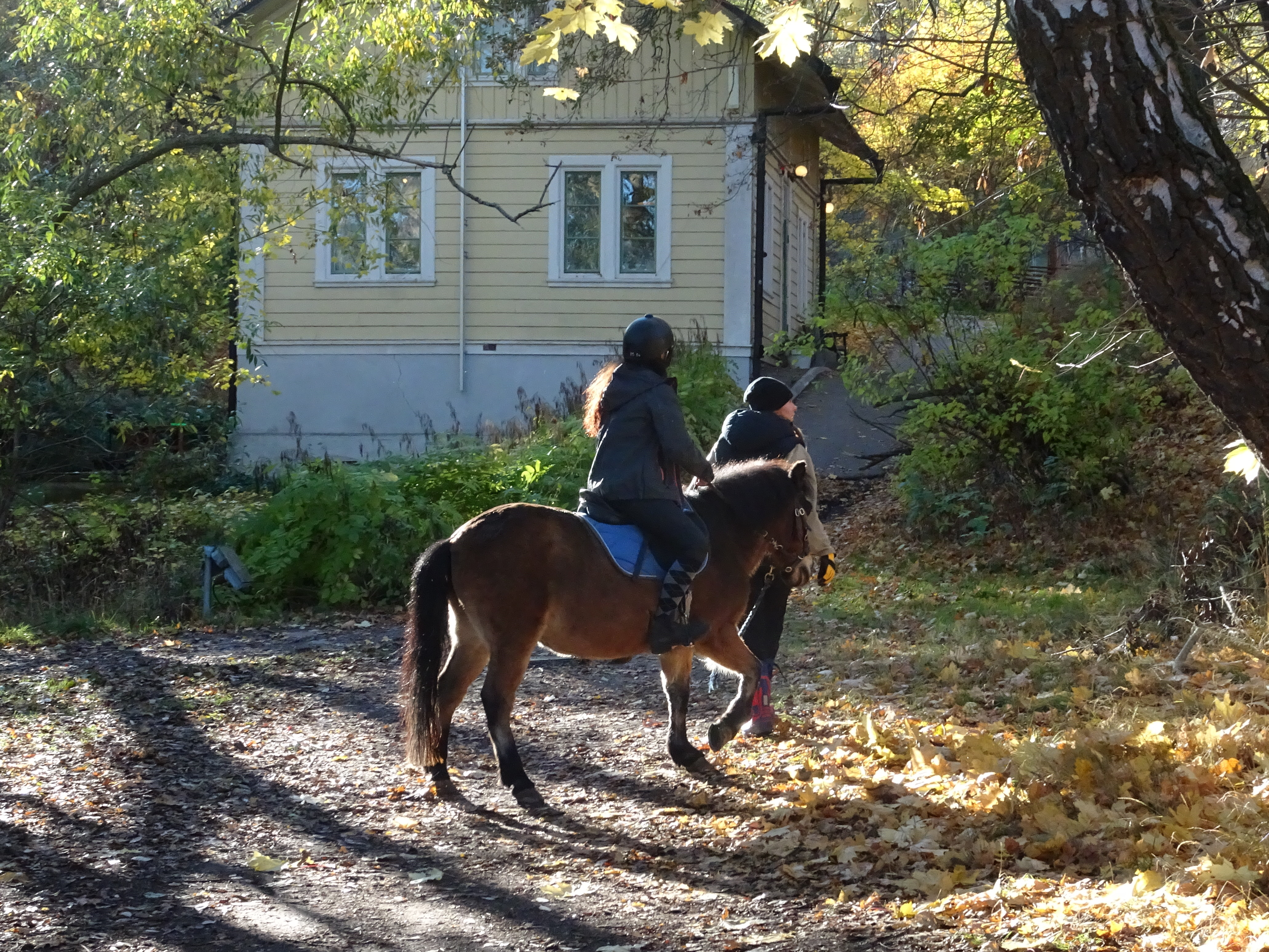
Ponnyridning vid Trädgårdsvillan.
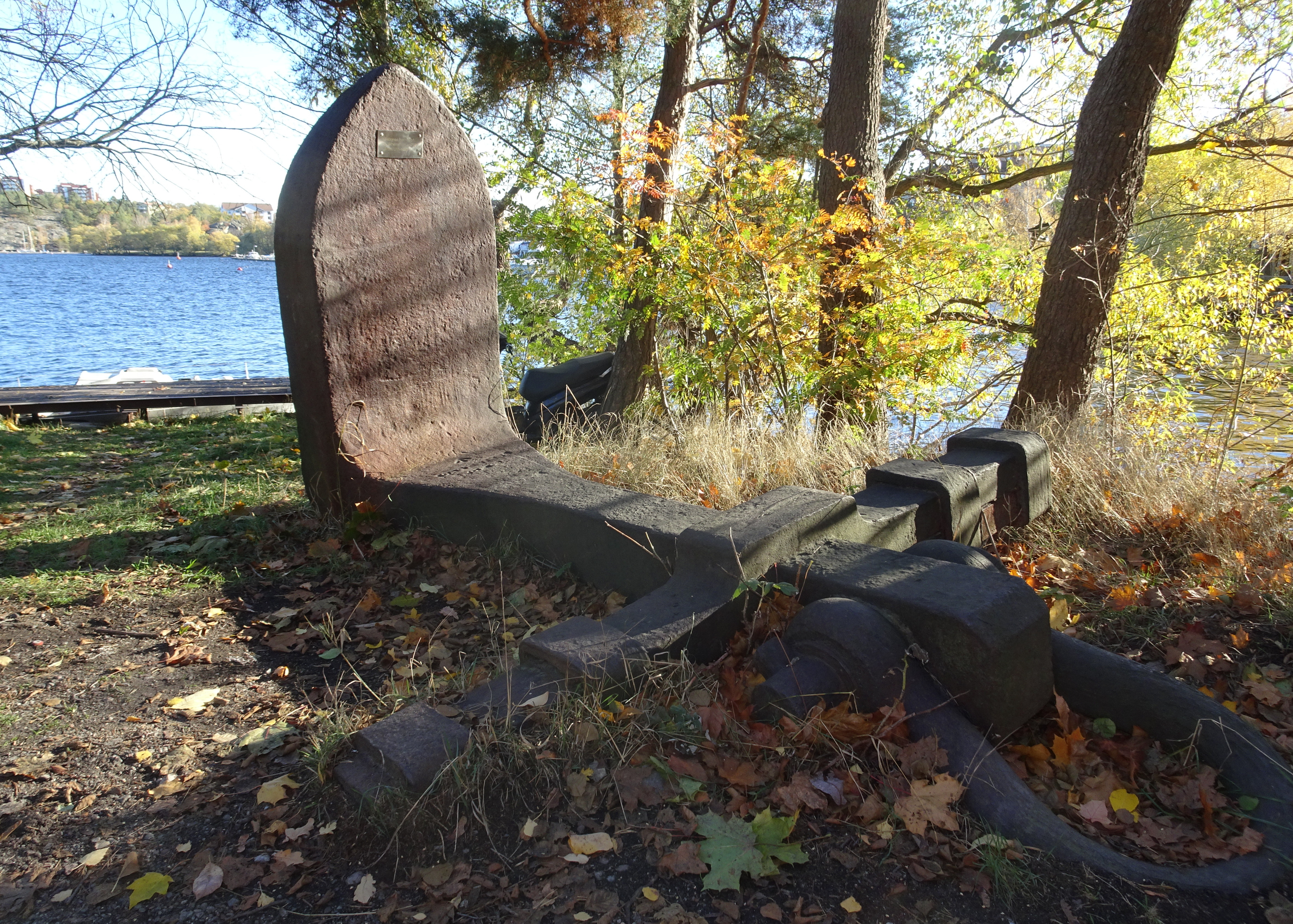
Ankaret vid stranden.
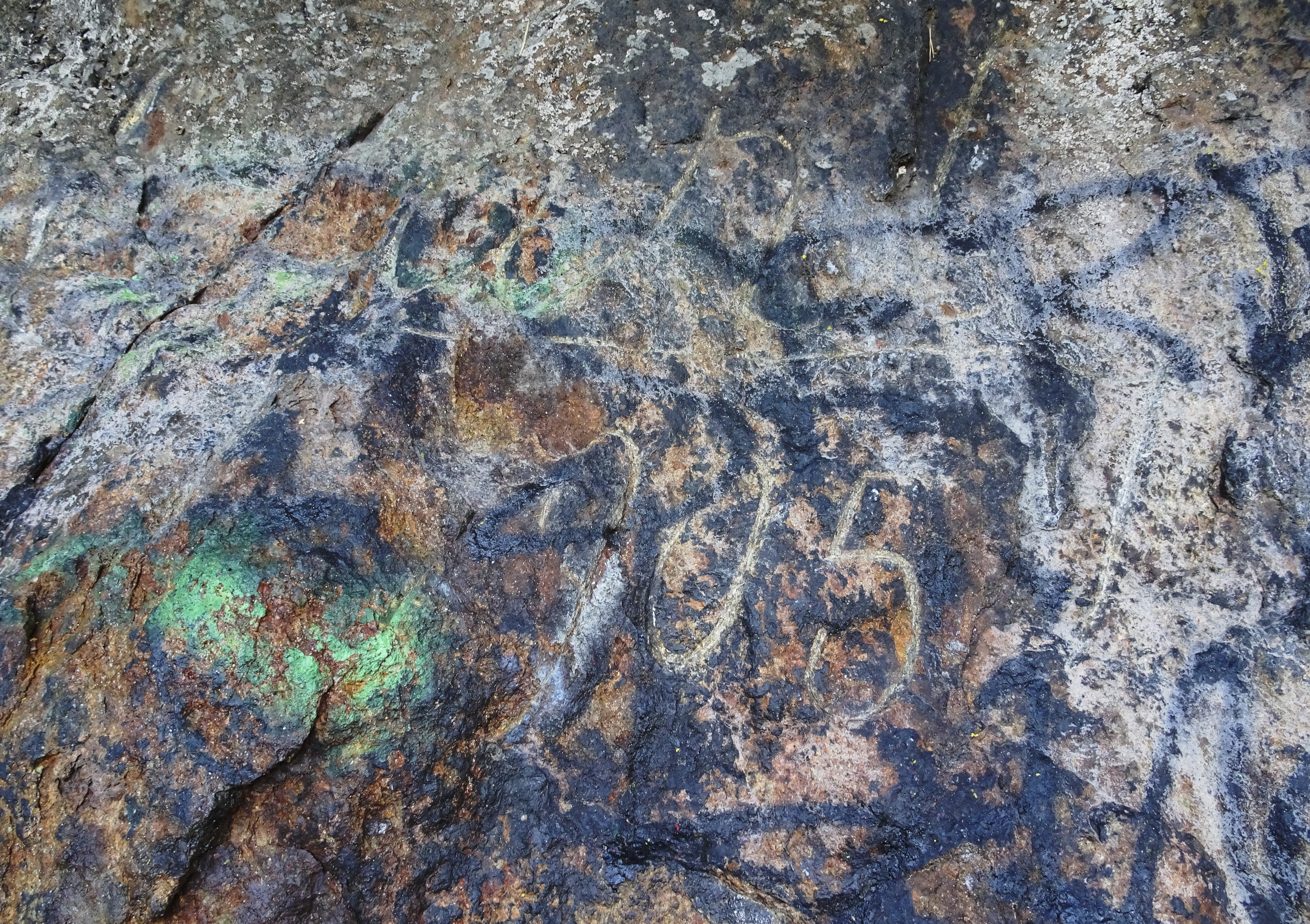
Prins Carls namnteckning från 1905 på berget.